# Desktop Service Provider
Desktop Service Provider (kurz: DSP) bietet ähnliche Dienstleistungen wie der Application Service Provider (ASP); der Fokus besteht jedoch auf dem Desktop, der zur Verfügung gestellt wird.

## Der Desktop im Fokus
Der Begriff Desktop bezeichnet eine grafische Benutzeroberfläche. Im Gegensatz zu ASP, welches die einzelne Applikation bedient, fokussiert DSP auf den gesamtheitlichen Ansatz. Der Benutzer bezieht seinen virtuellen Desktop in der Regel über Internet und hat dadurch nicht nur die benötigten Applikationen zur Verfügung, sondern die gesamte Umgebung, welches beispielsweise erlaubt, auch Dokumente in einer Dateistruktur abzulegen und zu durchsuchen.

## Unterschied zwischen DSP und klassischem Outsourcing
Bei einem klassischen Outsourcing für KMU wird die eigene EDV-Infrastruktur von einer externen Outsourcing-Firma betreut und gewartet. Das Risiko bleibt dabei beim Eigner der EDV-Infrastruktur. Ausfälle, Ersatzgeräte usw. werden beim Outsourcing in der Regel durch den Standardvertrag nicht abgedeckt. Im Gegensatz dazu bietet der DSP eine standardisierte EDV-Umgebung, d. h. die Geräte gehören nicht dem Kunden. Durch die konsequente Standardisierung können Ausfälle sehr rasch kompensiert werden. In der Regel wird der DSP-Service im Mietschema angeboten. Der monatliche Beitrag deckt dabei sämtliche Kosten für neue Geräte, Software-Updates, Installation, Hardware-Defekte usw. ab, wodurch der DSP das Risiko vollständig trägt.
Beim DSP kann auch das Software as a Service Modell zum Tragen kommen.

## Technologie-Beispiele
- Microsoft Terminalserver
- Citrix Published Desktop